# Xã Lamb, Quận Scott, Arkansas
Xã Lamb (tiếng Anh: Lamb Township) là một xã thuộc quận Scott, tiểu bang Arkansas, Hoa Kỳ. Năm 2010, dân số của xã này là 393 người.